# Boscarla de Cap Verd
La boscarla de Cap Verd (Acrocephalus brevipennis) és una espècie d'ocell de la família dels acrocefàlids (Acrocephalidae) que habita diversos medis naturals d'algunes e les illes de l'arxipèlag de Cap Verd.